# Cancer pagurus

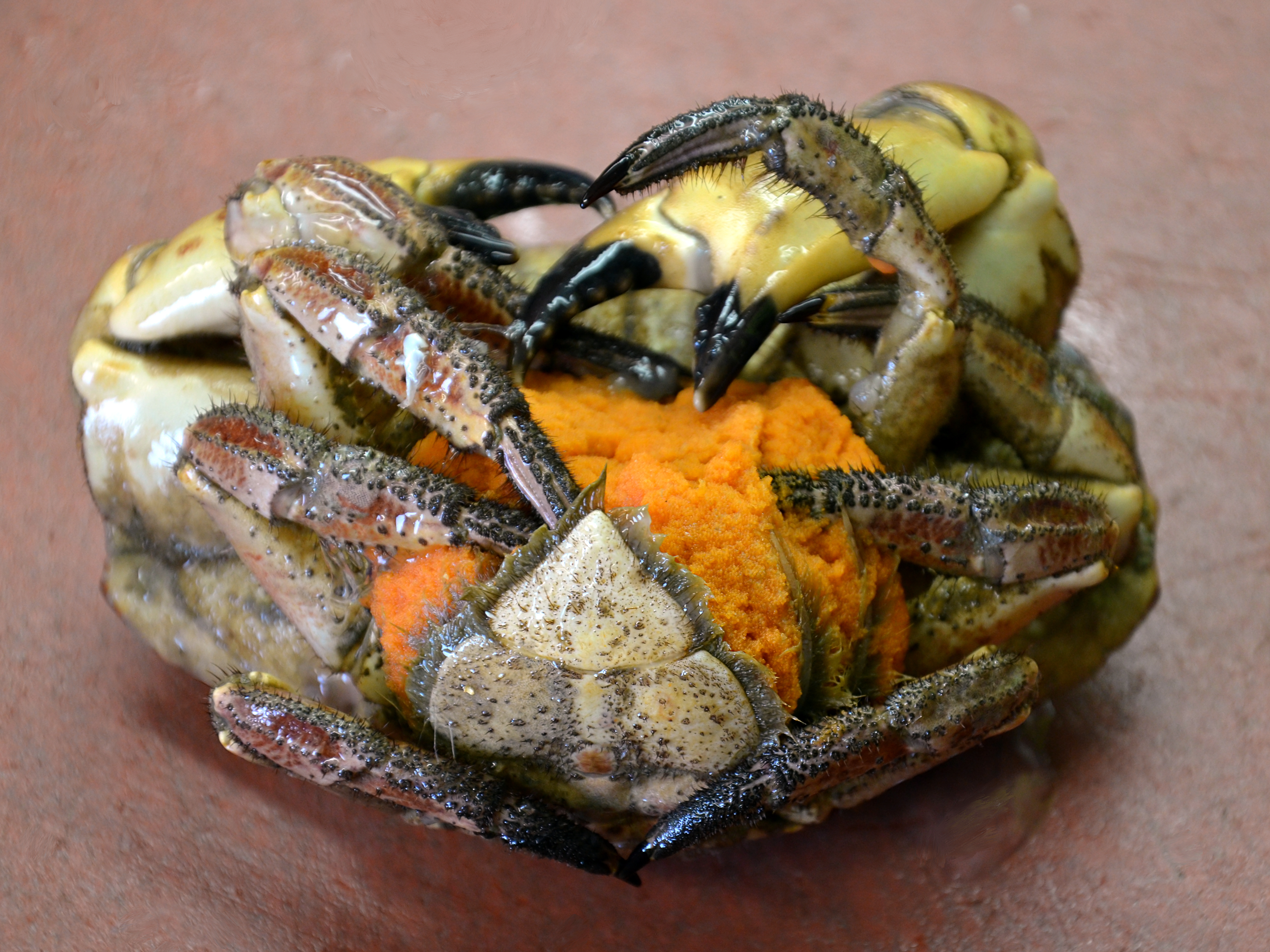
Femmina con uova

Il granciporro atlantico (Cancer pagurus Linnaeus, 1758) è un granchio marino appartenente alla famiglia Cancridae. È un granchio robusto, di un colore marrone-rossiccio, che può misurare fino a trenta centimetri e raggiungere i 3 kg di peso. Si nasconde tra le rocce. È inattivo di giorno e si nasconde tra gli scogli, mentre è molto attivo di notte; si tratta di un predatore notturno. È uno dei granchi più pescati.

## Descrizione
Il carapace è marrone-rossastro, tendente al violaceo negli esemplari giovani. Può presentare macchie bianche. Il margine frontale è diviso in 9 lobi arrotondati. Il carapace misura in lunghezza di solito intorno ai 6 cm nei maschi e a 9,8 cm nelle femmine, anche se può raggiungere i 15. In larghezza misura dai 15 ai 25 cm. Le chele sono grandi e nere in punta. Vive mediamente 25-30 anni. A causa delle sue dimensioni, è più lento di altri granchi, nonostante abbia potenti artigli compensatori. Può persino scavare sotto la sabbia per sfuggire ai predatori. Quando viene catturato assume la sua posizione caratteristica con le chele sotto il guscio, per proteggere i suoi lati ventrali più vulnerabili. A causa di questo comportamento, si chiama anche dormiglione e in Francia si chiama dormeur.

## Biologia

### Comportamento
Gli esemplari adulti di C. pagurus sono notturni: rimangono nascosti nel substrato durante il giorno ed escono di notte per nutrirsi.

### Alimentazione
Ha una dieta molto varia, che comprende sia altri granchi (Pilumnus hirtellus, Carcinus maenas) che molluschi (Nucella lapillus, Mytilus edulis, Littorina littorea) e crostacei decapodi appartenenti alla superfamiglia Galatheoidea (Pisidia longicornis, Galathea squamifera, Porcellana platycheles).

### Predatori
È spesso preda di polpi, che a volte sfruttano le nasse dove i granchi sono già intrappolati per catturarli, ma anche pesci predatori come pesci lupo, cernie (Polyprion americanus) e foche (Halichoerus grypus).

### Riproduzione
Durante l'inverno depone fino a 3.000.000 uova, trasportate dalla femmina. La maturità sessuale viene raggiunta dalle femmine quando il carapace ha una larghezza di circa 12,7 cm e dai maschi quando ne misura 11.

## Distribuzione e habitat
Si trova sulle coste di tutta l'Europa, nel mar Mediterraneo, dove non è però particolarmente comune, nel mare del Nord e nell'oceano Atlantico.